# Giannino Grossi
Giannino Grossi (Milano, 1889 – Milano, 1969) è stato un pittore italiano.

## Biografia
Si formò sotto la guida del padre, decoratore, e all'Accademia di Brera, dove fu allievo di Cesare Tallone, Ludovico Pogliaghi e Giuseppe Mentessi. Esordì nel 1911 all'Esposizione Internazionale di Barcellona e poi nel corso degli anni si costruì una fortunata carriera come pittore di vedute e scorci milanesi, oltre che come illustratore di pubblicazioni per svariati Editori.
Molte sue opere sono dipinti ad olio, ma seppe trattare con altrettanta perizia l'acquerello, ed anche l'affine e difficile arte del monotipo, in cui si distinse per gli effetti del colore e la sicurezza del disegno. 
Nel 1912 presenta un suo dipinto alla Mostra dell'Accademia di Brera. Nel 1922 ottenne il premio Fumagalli con il dipinto Ave Maria della sera e nel 1926 la medaglia della Banca Popolare di Milano con Cortile di Palazzo Marino.
Fu autore di 150 vedute per la collezione di Luigi Beretta, poi passata al comune di Milano e quindi alle Civiche Raccolte Storiche. Altri dipinti figurano nelle collezioni d'arte della Fondazione Cariplo.

## Opere

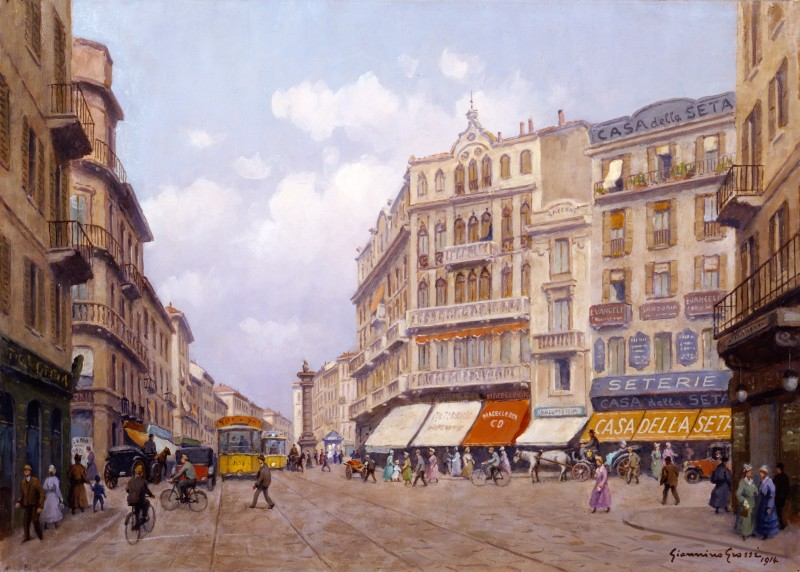
Milano vecchia
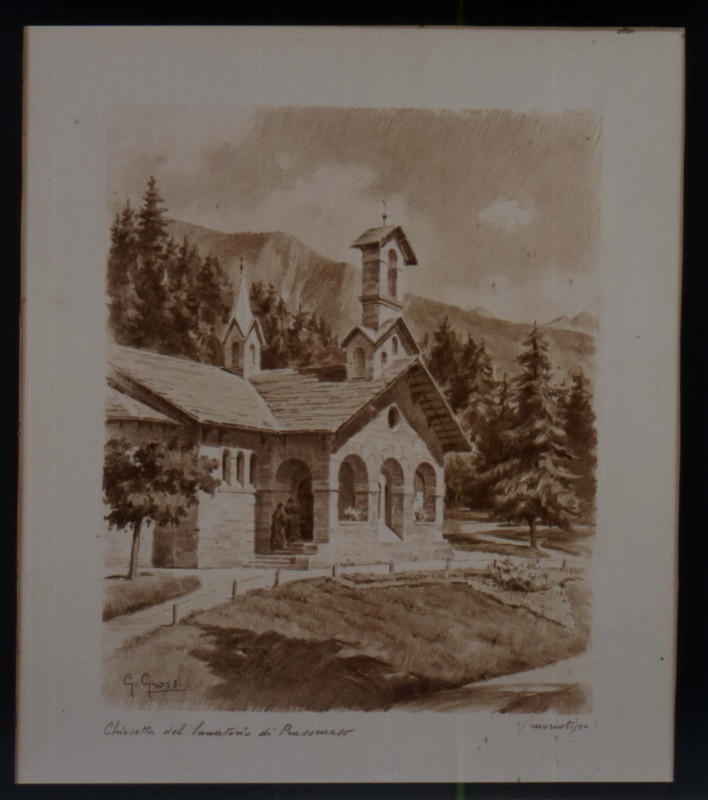
Chiesetta del Sanatorio di Prasomaso
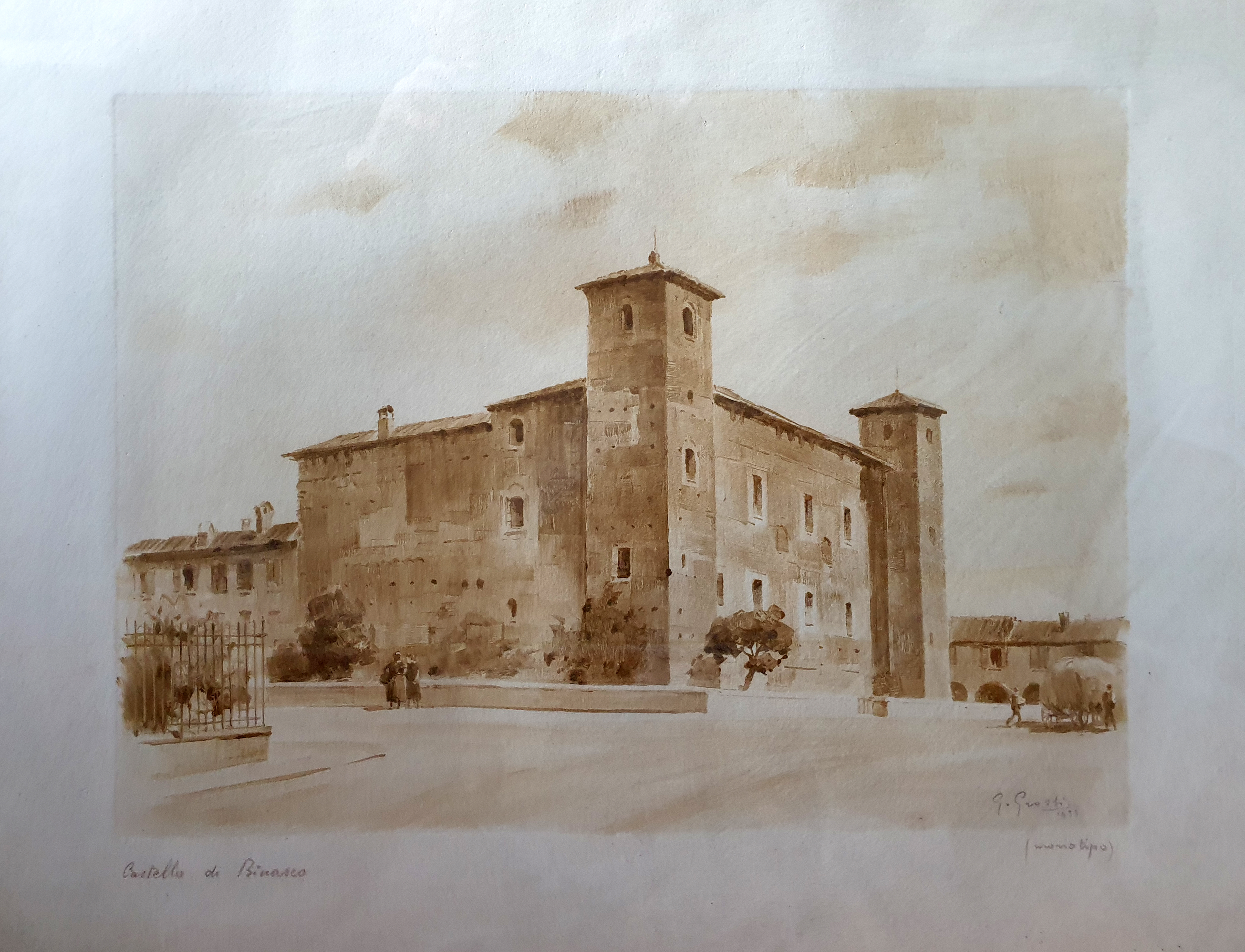
Castello di Binasco
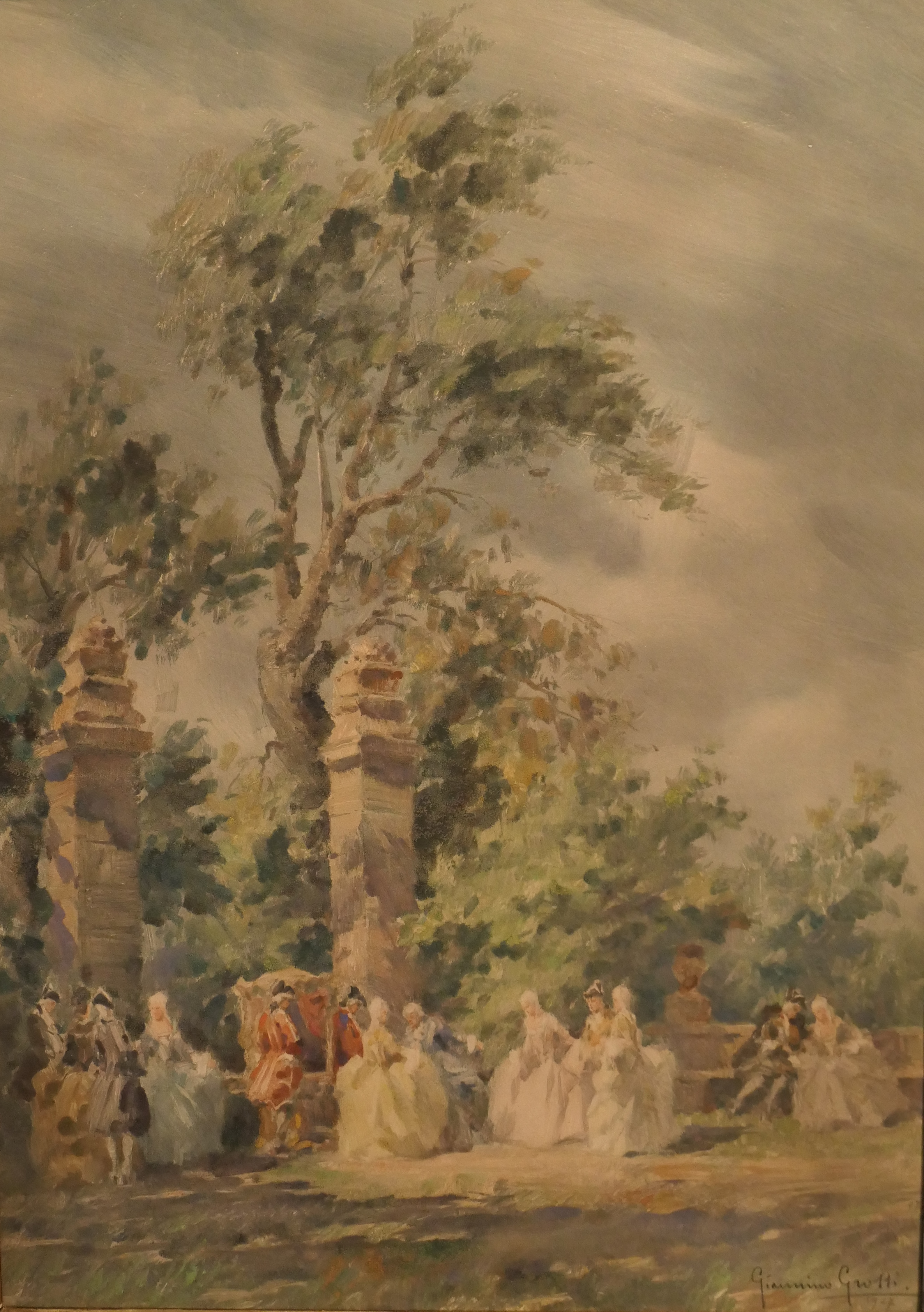
Motivo settecentesco,1927. Monotipo.